# Мечеть Селимие (Никосия)
Мечеть Селимие в Никосии была построена в 1209—1325 годах как римско-католический собор Святой Софии в стиле зрелой готики и периодически наряду с фамагустским собором Святого Николая служила кафедральным храмом Кипра и местом коронации королей. В XV веке храм сильно пострадал в результате генуэзских нападений и землетрясений и после перехода острова под власть Венеции в 1491 году был реконструирован французскими архитекторами в более позднем стиле, хотя сохранил готические черты. После захвата Кипра Османской империей в 1571 году храм был превращён в главную мечеть острова, переименован в мечеть Селимие, и к нему были пристроены два минарета. Начиная с 1974 года мечеть находится на территории Турецкой Республики Северного Кипра.
В настоящее время мечеть является главной в северной части острова и самым значительным памятником готики на Кипре.